# Gnypeta lohsei

Gnypeta lohsei  (лат.) — вид коротконадкрылых жуков из подсемейства Aleocharinae. Северная Америка.

## Распространение
Канада (Альберта, Британская Колумбия), США (штаты Аляска и Вашингтон). На высотах до 2340 м.

## Описание
Мелкие коротконадкрылые жуки, длина тела 2,7—3,0 мм. Ширина пронотума на 1/3 меньше чем ширина надкрылий. Основная окраска тёмно-коричневая, почти чёрная. Сходен с G. caerulea. Опушение желтовато-серое, длинное и плотное. Усики 11-члениковые. Передние лапки 4-члениковые, средние и задние лапки 5-члениковые (формула 4-5-5). Тело тонко пунктированное, блестящее. Активны с июня по август. 
Видовое название дано в честь немецкого колеоптеролога Густава Адольфа Лозе (Gustav Adolf Lohse; 1910—1994) из Гамбурга (Германия), который начинал ревизию этого рода, но не успел её завершить, а экземпляры этого нового вида фигурируют в его неопубликованной рукописи и в коллекции под именами «G. albertae Lohse» и «G. paracareluea Lohse».
Вид был впервые описан в 2008 году канадским энтомологом Яном Климашевским (Jan Klimaszewski; Laurentian Forestry Centre, Онтарио, Канада) вместе с видом G. dentata.